# أنا يمكن أن أقع في الحب
«أنا يمكن أن تقع في الحب» (بالإنجليزية: "I Could Fall in Love")‏ هي أغنية للفنانة الأمريكية سيلينا من ألبومها الرابع في أحلم بك (1995). أصدرت تسجيلات EMI Latin الأغنية منفردة في 26 يونيو 1995 الأول أغنية من أحلم بك. وصلت الأغنية رقم 8 على الرسم البياني الساخن البث 100.